# Pidonia hylophila
Pidonia hylophila là một loài bọ cánh cứng trong họ Cerambycidae.